# Мукашев, Булат Нигматович
Булат (Болат) Нигматович Мукашев (каз. Мұқашев Болат Нығметұлы; род. 22 октября 1942, Уштобе, Алма-Атинская область) — советский, казахстанский учёный в области физики твёрдого тела и полупроводников, доктор физико — математических (1984), профессор (1990), академик НАН РК (1994).

## Биография
Родился 22 октября 1942 года в городе Уш-Тобе Алма-Атинской области.
Окончил в 1967 году Московский инженерно-физический институт (с 2009 года — Национальный исследовательский ядерный университет «МИФИ»), инженер-физик.
В 1967—1970 гг. инженер, младший научный сотрудник Института ядерной физики АН КазССР.
В 1970—1990 гг. старший научный сотрудник, заведующий лабораторией (1981—1990), заместитель директора Института физики высоких энергий АН КазССР.
С 1991 по 2007 г. директор Физико-технического института НАН РК. С 2008 по 2015 год руководитель лаборатории физики конденсированных сред и новых материалов ФТИ. С 2015 г. главный научный сотрудник ТОО «ФТИ».
Сфера научных интересов — взаимодействие заряженных частиц различных энергий с твёрдыми телами, электронная и атомная структура дефектов и дефектно-примесных комплексов, ионная и ионно-плазменная модификация материалов и полупроводниковых структур. Б. Н. Мукашев является учеником лауреата Государственных премий СССР профессора Вавилова Виктора Сергеевича.
В 2002—2004 гг. вице-президент Национальной академии наук Казахстана.

## Научные труды
Автор более 100 научных статей и 7 изобретений. Выполнял научные исследования в научно — исследовательских центрах России, США, Германии, Франции и Англии. Выступал с докладами на международных конференциях.
Диссертации:
- Исследование радиационных нарушений в кремнии, легированном различными донорными и акцепторными примесями: диссертация … кандидата физико-математических наук : 01.00.00. — Алма-Ата, 1972. — 119 с. : ил.
- Легирование кремния облучением протонами и низкоэнергетичными ионами: диссертация … доктора физико-математических наук : 01.04.07. — Алма-Ата, 1983. — 300 с. : ил.
- Коллективные монографии
- Дефекты в кремнии и на его поверхности / В. С. Вавилов, В. Ф. Киселев, Б. Н. Мукашев. — М. : Наука, 1990. — 211,[1] с. : ил.; 22 см. — (Физика полупроводников и полупроводниковых приборов. ФПИПП).; ISBN 5-02-014023-6

## Награды и звания
- Доктор физико-математических наук (1984),
- Профессор (1990),
- Член-корреспондент АН Казахской ССР (1989),
- Академик НАН РК (1994).
- Лауреат международной премии им. аль-Хорезми (2000)
- Лауреат Государственной премии РК в области науки и техники (2001).
- Награждён орденом Курмет, медалями.
- Заслуженный деятель Казахстана (2012).[1]